# Marcin Kamieniecki (zm. 1439)
Marcin Kamieniecki z Wielopola herbu Pilawa (ur. ok. 1380 r., zm. w 1439 r.) – właściciel i obrońca Zamku kamienieckiego, Zamku w Dobczycach i 16 wsi, polski rycerz i szlachcic.

## Biografia
W 1408 po ojcu Klemensie odziedziczył jako jego syn, cały majątek.    
W 1410 prowadził spory z mieszczanami z Krosna aż król Władysław Jagiełło musiał rozgraniczać jego dobra od przedmieścia krośnieńskiego na rzece Głębokiej do ujścia do Wisłoka. Jan Długosz pisał o nim, że  za gwałty i występki Król odebrał mu Dobczyce i inne dobra w rejonie krośnieńskim. Jednak komisja królewska oddała mu Zamek kamieniecki w 1427 roku. W 1423 roku nabył Wielopole, natomiast w 1428 Komorniki, Niezdów, Bukownik i Wolicę sprzedał Piotrowi Kotkowi.
W 1448 po śmierci Marcina, trzej jego synowie, bracia: Mikołaj, Marcin i Henryk przeprowadzili między sobą dobrowolny podział dóbr Korczyna wraz z zamkiem „Kamieńcem”, oraz wsiami: Węglówką, Szklarami, Kombornią, Jabłonicą i Zawadą, która dostała się Henrykowi Kamienieckiemu.

## Życie prywatne
Marcin Kamieniecki był synem Klemensa Moskarzewskiego i Elżbiety nieznanej z nazwiska. Około roku 1400 wziął ślub z Katarzyną Kot herbu Pilawa, mieli razem czterech synów: Piotra, Mikołaja, Marcina i Henryka oraz trzy córki: Katarzynę, Dorotę i Małgorzatę. Według niektórych źródeł mógł mieć jeszcze dwóch synów: Jana i Klemensa.